# Ruskvattenbaksjön
Ruskvattenbaksjön är en sjö i Strömsunds kommun i Jämtland och ingår i Ångermanälvens huvudavrinningsområde. Sjön har en area på 0,142 kvadratkilometer och ligger 490,4 meter över havet.